# Tránsito Flórez
Tránsito Flórez y de la Cavareda (Santiago, 1820-ibídem, 29 de agosto de 1890) fue una ama de casa chilena que se desempeñó como primera dama entre 1861 y 1871, al ser la esposa del presidente José Joaquín Pérez Mascayano.

## Familia
Sus padres fueron Antonio Flórez de Valdés y Toro-Zambrano y Micaela de la Cavareda y Trucíos. Se casó con José Joaquín Pérez el 9 de abril de 1840.
Junto con José Joaquín Pérez tuvo en total once hijos, de los cuales solo cinco, todas mujeres (los hijos varones no sobrevivieron), llegaron a la edad adulta:
- Jesús Pérez Flórez (casada con Francisco Javier García-Huidobro Eyzaguirre)
- Luz Pérez Flórez (casada con Francisco Javier García-Huidobro Eyzaguirre)
- Florencia Pérez Flórez (casada con Antonio Valdés Cuevas)
- Teresa Pérez Flórez (casada con Nicolás Barros Luco, hermano de Ramón)
- Gertrudis Pérez Flórez (casada con Antonio Subercaseaux Vicuña)

## Contribución al gobierno
En su calidad de primera dama, doña Tránsito siempre se mantuvo en un segundo plano, luciéndose discretamente en las ceremonias oficiales, como en la inauguración del ferrocarril Santiago-Valparaíso que atrajo la visita incluso de personalidades extranjeras.
Su compromiso con la administración de su esposo se sintió aún más en el trágico acontecimiento que
tiñó de pesar a toda la nación. El 8 de diciembre de 1863, la Iglesia de la Compañía se encontraba repleta de devotos, voluntarias de las "Hijas de María" y una multitud agolpada en las puertas de acceso, que se disponían a celebrar el día del Mes de la Virgen.
Las más de siete mil velas encendidas en la ceremonia religiosa provocaron la inflamación de varios adornos de papel, así como de las telas de las cortinas y manteles, generándose un voraz incendio.
Ni la gran cantidad de gente en el interior, ni la aglomeración de fieles en la entrada del templo se percataron del siniestro, costándoles la vida a miles de personas, en su mayoría mujeres y niños.
Tras la fatal catástrofe, al igual que lo hizo durante la Guerra contra España, doña Tránsito guardó un riguroso luto, vistiendo durante largo tiempo de negro, en homenaje de los compatriotas fallecidos.